# Mesochorus smithae
Mesochorus smithae is een vliesvleugelig insect (orde Hymenoptera) uit de familie van de gewone sluipwespen (Ichneumonidae). De wetenschappelijke naam van de soort werd in 2016 door Rebecca Kittel gepubliceerd als nomen novum voor Mesochorus depressus Dasch, 1974: 162. De naam was geldig bij publicatie maar werd een secundair junior homoniem toen Oncocotta depressa Dasch, 1974: 34 in het geslacht Mesochorus werd geplaatst. De naam gedenkt Annie Lorrain Smith (1854–1937), een Brits lichenologe and mycologe.
In 2018 publiceerden Rodrigo Araujo, Felipe Vivallo en Bernardo Santos, kennelijk onbekend met Kittels artikel, nogmaals een nomen novum, Mesochorus ecuatorialis, nom. superfl.